# Monte marino Ewing
El monte marino Ewing es un monte submarino en el océano Atlántico sureño, que yace en el trópico de Capricornio. Ewing es parte de la cadena Walvis.